# Pyrolyseöl

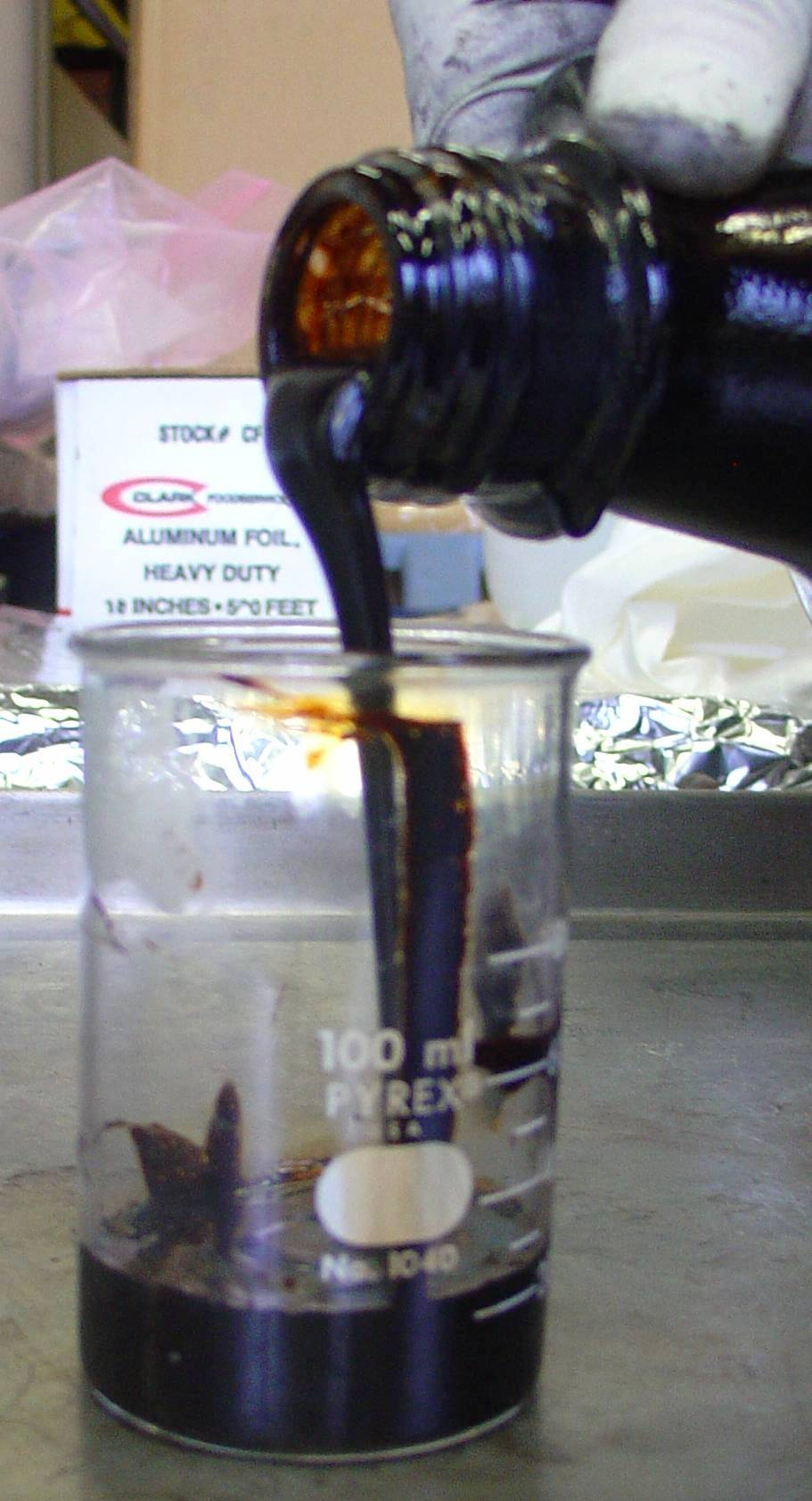
Pyrolyseöl aus Getreideabfällen

Pyrolyseöl (auch „Bio-Öl“ oder „Biocrudeoil“ genannt) ist eine dunkelbraune Flüssigkeit, die durch Pyrolyse von organischen Stoffen, etwa von Biomasse oder Kunststoffabfällen bei Temperaturen von zirka 500 °C gewonnen wird. Obgleich pflanzlicher Herkunft, besteht Pyrolyseöl im Gegensatz zu den weitgehend aus Fettsäuren zusammengesetzten Pflanzenölen aus einer Vielzahl chemischer Verbindungen. Neben der Verwendung als Biokraftstoff, Heizkomponente oder energiereiches Zwischenprodukt kann Pyrolyseöl auch als Rohstoffquelle für chemische Anwendungen wie die Kunststoffproduktion zum Einsatz kommen.

## Prozess
Durch Pyrolyse wird die Biomasse in feste, flüssige und gasförmige Komponenten aufgespalten. Als feste Bestandteile werden unter anderem Holz- oder Aktivkohle gewonnen; als nicht kondensierbare Komponenten (Pyrolysegas) fallen Wasserstoff, Kohlenmonoxid und -dioxid sowie Methan an. Die flüssige Phase wird bei Raumtemperatur und Umgebungsdruck kondensiert. Der Heizwert beträgt zwischen 15 und 30 MJ/kg und ist damit etwa halb so hoch wie der von Erdgas oder Heizöl. Beim Einsatz von Holz als Pyrolyserohstoff beträgt die Ausbeute an Pyrolyseöl zirka 65 bis 75 %.

## Zusammensetzung
Pyrolyseöl besteht aus einer Vielzahl von Oxo-Komponenten wie Carbonsäuren, Phenolen, Aldehyden und Ketonen, darunter Alkohole, Furane, Aldehyde, Phenole, organische Säuren und oligomere Kohlenhydrat- und Ligninprodukte. Dabei lassen sich mehrere hundert Verbindungen nachweisen, die teils monomer als auch als polymere Ligninkomponenten vorliegen. Bis zu 38 % des Pyrolyseöls bestehen aus Wasser (zum einen aus dem Wassergehalt der Biomasse und zum anderen aus dem Reaktionswasser, das beim Aufbrechen der chemischen Bindungen entsteht).

## Typische Eigenschaften
Pyrolyseöl ist eine saure Flüssigkeit mit dunkelroter bis dunkelbrauner Farbe. Anders als Mineralöl ist es nicht mit Kohlenwasserstoffen mischbar, in Ethanol ist es unbegrenzt, mit Wasser begrenzt mischbar. Je nach Wassergehalt und Gehalt an leichtflüchtigen Bestandteilen variiert die Viskosität. Der Heizwert von Pyrolyseöl liegt bei etwa 42 % dessen von Heizöl.
Der Pourpoint liegt zwischen −12 °C und −33 °C, der Cloud Point bei etwa −21 °C. Der Flammpunkt liegt zwischen 40 und 100 °C. Im Dieselmotor ist es nicht selbstzündend; die Cetanzahl beträgt nur rund 10. Pyrolyseöl ist nicht über längere Zeit lagerstabil. Durch Polymerisation nimmt die Viskosität zu und erreicht nach etwa 12 Monaten ein Maximum. Das Öl oxidiert an der Luft und entgast mit der Zeit. Der Geruch von Pyrolyseöl ist leicht stechend und erinnert an Räucherkammern.
Typische Eigenschaften von Pyrolyseöl zeigt die folgende Tabelle:
| Eigenschaft  | Einheit      | Typische Werte |
| ------------ | ------------ | -------------- |
| Dichte       | kg/m³        | 1200           |
| Wassergehalt | %            | 15–30          |
| Viskosität   | cP           | 40–100         |
| pH-Wert      | ohne Einheit | 1,5–3,8        |
| Heizwert     | MJ/kg        | 16–21          |

## Aufbereitung
Vor der Nutzung muss Pyrolyseöl je nach Verwendungszweck mehr oder weniger umfassend aufbereitet werden. Für die Nutzung in Motoren beispielsweise verlangen Motorenhersteller die Einhaltung von Grenzwerten für Partikelgehalt und -größenzusammensetzung sowie für die Viskosität. Zur Aufbereitung stehen physikalische und chemische Methoden zur Verfügung.

### Physikalische Aufbereitung
Verunreinigungen durch feste Partikel werden mit Multizyklonen oder Heißgasfilter bereits im Strom des heißen Pyrolysegases entfernt, bevor dieses zu Pyrolyseöl kondensiert. Möglich ist auch eine Kaltfiltration des Öls. Dünnflüssiger wird das Öl durch Zugabe von Wasser oder niedrigwertigen Alkoholen.

### Chemische Aufbereitung
Durch Hydrierung (Sättigung reaktiver Doppelbindungen mit Wasserstoff) kann die (Lager-)Stabilität von Pyrolyseöl erhöht werden. Ein höherer Wasserstoffanteil wird ebenfalls durch den Prozess der hydrierenden Spaltung (Hydrocracken oder Hydro-Deoxygenierung) erreicht. Dies vermindert zudem den Sauerstoffgehalt im Pyrolyseöl. Der hohe Sauerstoffanteil des Ausgangsprodukts bedingt allerdings einen hohen Verbrauch an Wasserstoff und macht das Verfahren daher sehr teuer. Katalysatoren wie Zeolithe oder andere anorganische Materialien können Sauerstoff durch Umwandlung in Kohlendioxid aus dem Öl entfernen, dabei entstehen freie und kondensierte Aromaten.

## Anwendungen
Es gibt verschiedene Möglichkeiten der Weiterverarbeitung des Pyrolyseöls. Neben der energetischen Verwendung als Kraftstoff oder Heizkomponente ist die Verwendung als Rohstoffquelle für chemische Anwendungen möglich. Die Verwendung von Pyrolyseöl befindet sich weitgehend in laufender Entwicklung.

### Energetische Verwendung
Durch Hydrierung lässt sich Pyrolyseöl in Kraftstoffe umwandeln. In Heizkesseln können sie grundsätzlich ähnlich wie schweres Heizöl verbrannt werden. Stationäre Dieselmotoren müssen vor dem Einsatz von Pyrolyseöl mit herkömmlichem Kraftstoff auf Betriebstemperatur gebracht werden, negativ sind unter anderem die fehlenden Schmiereigenschaften. Mehrere Eigenschaften der Pyrolyseöle wie eine hohe Zündtemperatur, Viskosität, Azidität und Thermolabilität sowie erhöhte Verbrennungsemissionen bei NOx und CO erschweren den Einsatz.
Als transportfähiges Zwischenprodukt der Herstellung von BtL-Kraftstoff aus Biomasse spielt Pyrolyseöl eine wichtige Rolle im Konzept einer zweistufigen Herstellung synthetischer Biokraftstoffe. So soll in dezentralen Schnellpyrolyseanlagen Biomasse aus dem näheren Umkreis zu Pasten oder Slurries aus Pyrolyseöl und Koks verarbeitet werden, die dann zu einer zentralen Anlage zur Herstellung von Biokraftstoffen transportiert werden. Eine Pilot-Schnellpyrolyseanlage im Rahmen dieses Konzepts betreibt das Forschungszentrum Karlsruhe seit 2007.
Die Verwendung von Pyrolyseölen in Heizkraftwerken wird im Rahmen von industriellen und politisch geförderten Vorhaben untersucht.

### Chemische Weiterverarbeitung
Die chemische Weiterverarbeitung ist bislang wenig erforscht. Die einzige kommerzielle Anwendung in größerem Maßstab ist momentan die Verwendung als Raucharoma (Flüssigrauch) vorbehaltlich einer Prüfung durch die EU-Kommission. Weitere Optionen bestehen in der Isolierung von Lävoglucosan (die monomeren Einheiten der Cellulose) zur Kontrolle bestimmter chemischer Reaktionen sowie der Verwendung als Tenside, biologisch abbaubare Polymere und Harze. Auch die Isolierung von Phenolharzen für Leime ist möglich. Unverändertes Pyrolyseöl kommt als teilweiser Ersatz von Phenol und Formaldehyd in Spanplatten in Frage, außerdem als Reaktionspartner bei der Herstellung von Stickstoffdüngern mit verzögerter Nährstofffreisetzung.
Jüngste Forschungen zu Pyrolyseöl aus Kunststoffabfällen legen nahe, dass die erforderliche Aufreinigung zur Weiterverwendung als Rezyklat derart aufwendig wäre, dass dies nach ökologischen Kriterien kaum zu rechtfertigen sei.